# Hotel Bodenhaus

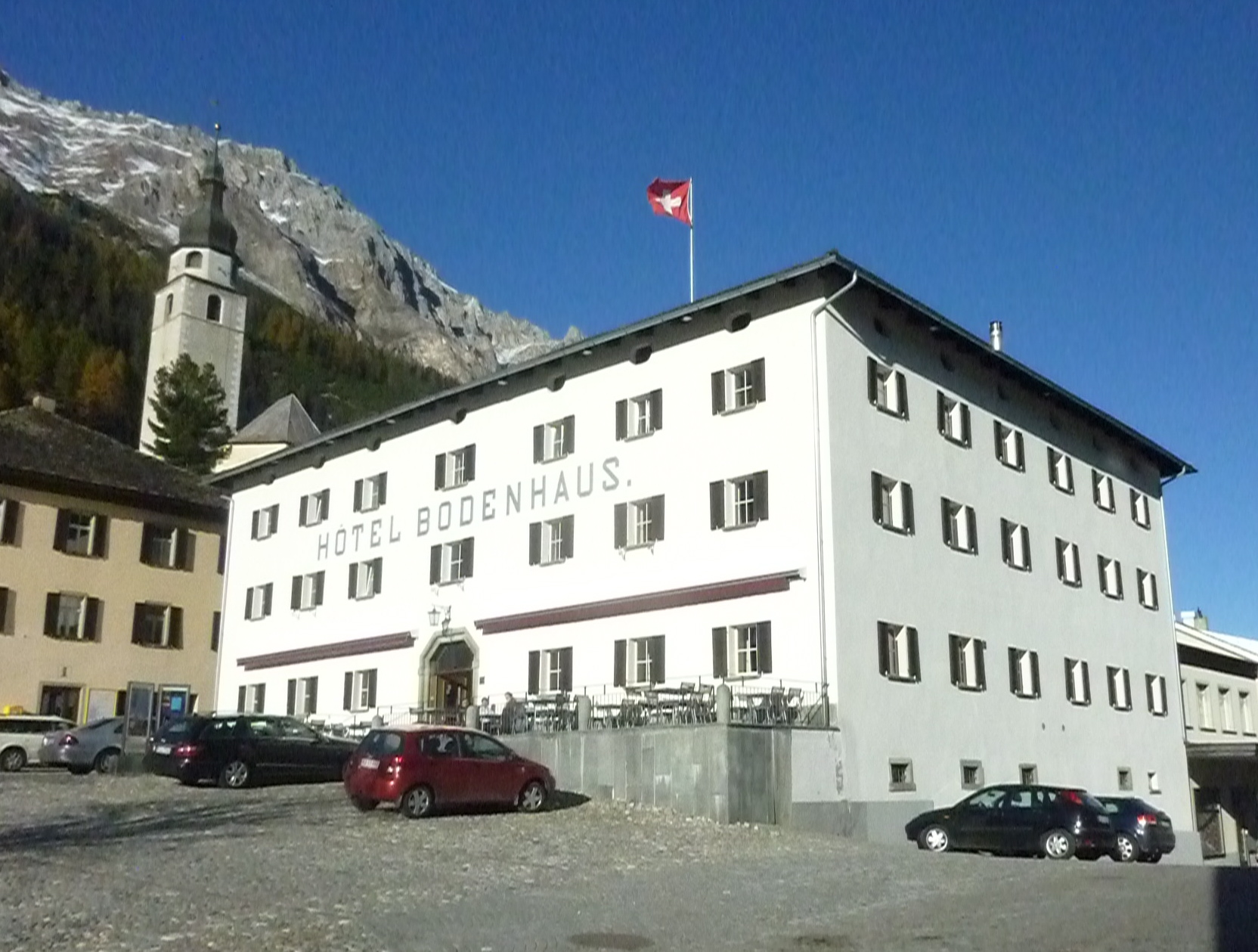
Herbst 2010

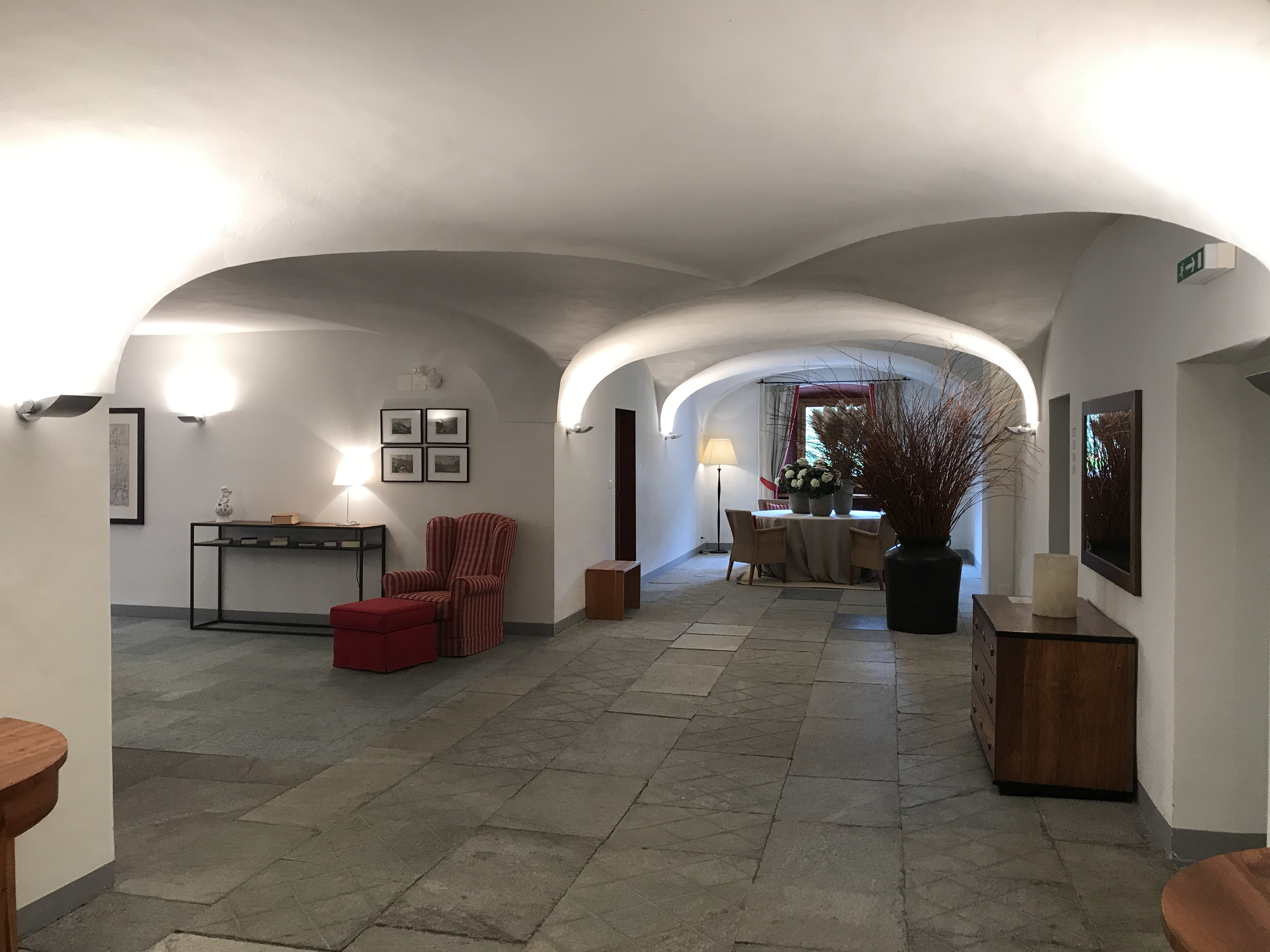
1. Obergeschoss

Das Hotel Bodenhaus in Splügen im schweizerischen Kanton Graubünden ist eines der ältesten und traditionsreichsten Hotels des Kantons. Das Haus steht unterhalb der reformierten Dorfkirche am grossen Bodenplatz an der Italienischen Strasse, der ehemaligen Hauptverkehrsachse. Es befindet sich im Schweizerischen Inventar der Kulturgüter von nationaler und regionaler Bedeutung.

## Geschichte
Splügen war aufgrund seiner Lage am Splügen- und San-Bernardino-Pass vom 15. bis zum 18. Jahrhundert ein wichtiger Umschlagsplatz für Güter, die durch das Rheinwald über die Pässe transportiert wurden. Der Warentransport bildete die Haupteinkommensquelle für die einheimische Bevölkerung; die meisten lebten direkt oder indirekt vom Säumerwesen. Im Dorf errichteten die Händlerfamilien zahlreiche grosse Susten, die Pferden, Fuhrleuten und ihren Waren Schutz und Unterkunft boten.
Am 2. August 1716 fiel ein Grossteil des Dorfes einem Feuer zum Opfer. Die meisten Häuser wurden an der gleichen Stelle in gleichem Stil wieder aufgebaut, andere hingegen baute man an einem neuen Ort in modernerem Stil – so auch das Bodenhaus.
Es wurde 1722 durch den Oberrichter Johann Paul Zoja auf einer bisher unbebauten, nahezu ebenen Fläche erbaut. Der Name stammt vom Begriff «Bodä», mit dem die deutschsprachigen Walser eine ebene Fläche mit nahezu quadratischen Ausmassen bezeichneten. Die Familie Zoja war durch Warentransport, Handel, Zolleinnahmen und Ämter im Untertanengebiet Veltlin zu Wohlstand gekommen und gehörte zu den einflussreichsten Geschlechtern im Rheinwald.
Der Bau beeindruckt auch heute noch durch seine mächtige, nahezu kubische Form mit meterdicken Mauern und niedrigem Walmdach. Auch das Innere war in ungewöhnlich grosse Räume unterteilt. Das Bodenhaus beherbergte die Poststation und bot vermutlich schon seit Beginn Unterkunft und Verpflegung für Reisende an. Sein Hauptzweck war jedoch die Lagerung der Güter, die in beide Richtungen über die Pässe transportiert wurden. In den Gewölben und Räumen des Bodenhauses lagerten unter anderem Getreide, Salz, Butter und Käse, Seide und Damast, Samt und Baumwolle, Werkzeuge, Rüstungen, Gewürze und Farben.

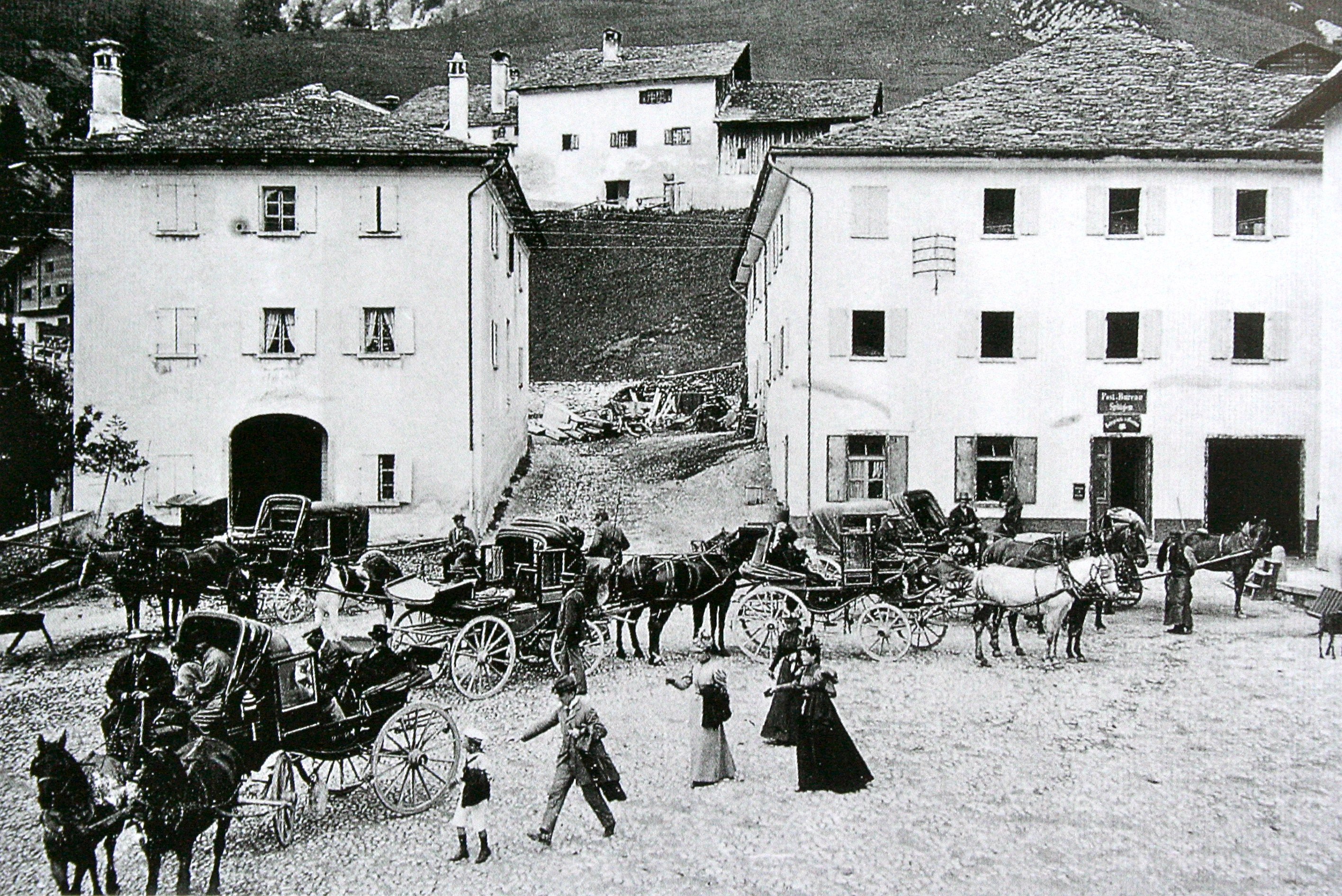
Bodenplatz um 1900

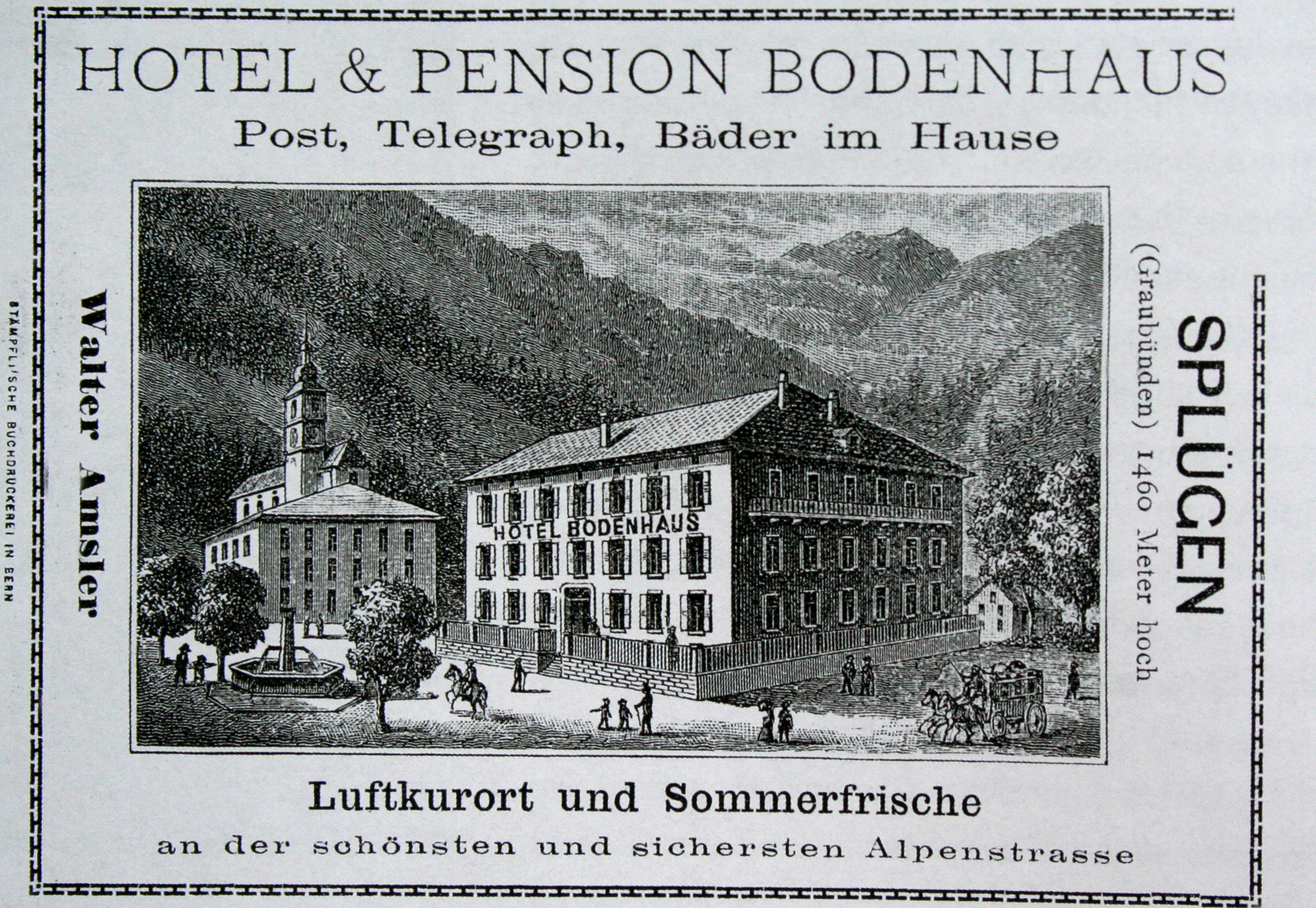
Werbeprospekt um 1880

Am Anfang des 19. Jahrhunderts wurden die Saumpfade über die Pässe zu Fahrstrassen für Kutschen ausgebaut. Der Reiseverkehr gewann an Bedeutung, und der Bedarf an Übernachtungsmöglichkeiten für anspruchsvolle Gäste stieg. 1822 begann der damalige Besitzer des Bodenhauses, Landamtmann Johann Jakob Hössli, das Haus zu einem Hotel umzubauen. Um Platz zu gewinnen, wurde das alte Treppenhaus im Bereich der heutigen Lobby abgerissen, das neue Treppenhaus wurde an die Nordseite verlegt. Die grossen Räume in den Stockwerken wurden in Zimmer unterteilt und möbliert. Der Umbau dürfte sich über mehrere Jahre hinweg erstreckt haben.
Schon bald wurden weit über tausend Übernachtungen jährlich verzeichnet, und mit der Zeit nahm auch die Zahl der länger verweilenden Reisenden zu. Von 1879 bis 1882 führte der Hotelpionier Anton Bon das Bodenhaus zusammen mit seiner Frau Maria.
Nach der Eröffnung des Gotthardtunnels 1882 ging die Anzahl der Gäste markant zurück. Am Ende des 20. Jahrhunderts war das Bodenhaus nach diversen Besitzerwechseln sowie Um- und Anbauten in einem baulich schlechten Zustand. 1999 erwarb es die Familie Löschl-Burkhardt, die die Bausünden vergangener Zeiten rückgängig machte und dem Gebäude durch den zurückhaltenden Einsatz einheimischer Materialien sein ursprüngliches Erscheinungsbild zurückgab. Das Bodenhaus hat 26 Zimmer und bietet Verpflegungsmöglichkeiten in drei Restaurants.

## Gästebücher

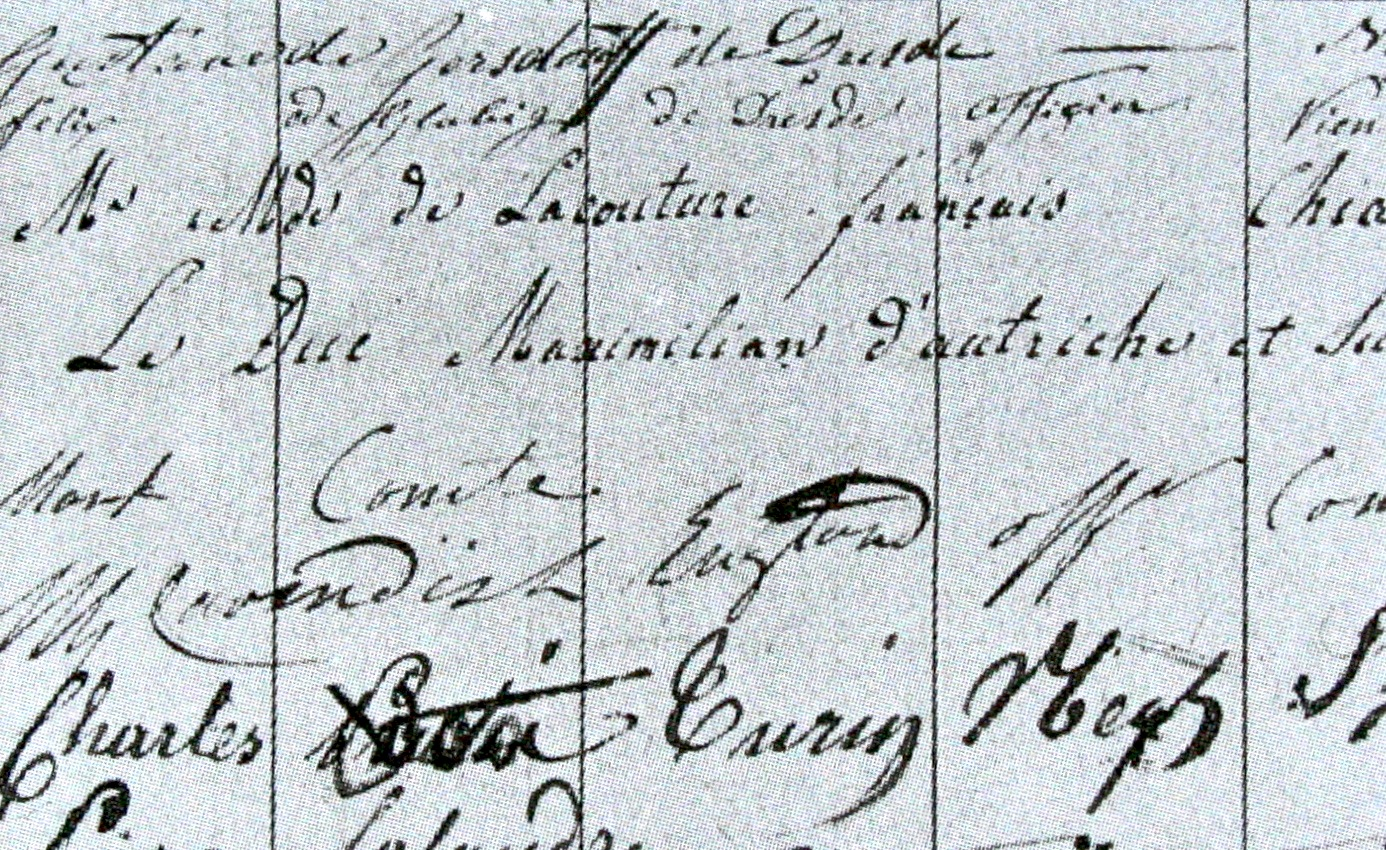
Eintrag im Gästebuch von Erzherzog Ferdinand Maximilian von Österreich

Seit 1828 wurden Gästebücher geführt, die zu den ältesten des Kantons gehören. Darin eingetragen haben sich zahlreiche Persönlichkeiten wie William Turner, Friedrich Nietzsche, Hans Christian Andersen, Albert Einstein, Napoleon III. oder Erzherzog Ferdinand Maximilian von Österreich. Die Bücher wurden bis zum Zweiten Weltkrieg geführt und sind in Privatbesitz. Der zweite Band mit den Jahren 1845–1869 wurde um 1950 entwendet und ist nie mehr aufgetaucht. Die Bücher sind der Öffentlichkeit nicht mehr zugänglich, da vereinzelt Seiten herausgetrennt wurden.

## Dependance
Im quer zum Platz stehenden Gebäude oberhalb des Hotels waren bis circa 1920 Stallungen untergebracht, anschliessend bis 1964 die Post. Darauf beherbergte es bis circa 1970 die «Bodenhaus Bar». Seit rund 20 Jahren ist das Touristik-Informationsbüro der Region darin untergebracht.